# کنبک
کنبک، روستایی از توابع بخش رحمت‌آباد و بلوکات شهرستان رودبار در استان گیلان ایران است.
گنبک، تغییر یافته کلمه گمبک (=گم بک) به معنای مکانی که از دید گم می‌باشد ودلیل آن این است که این روستا تقریباً پنهان بوده و از روستاهای اطراف قابل رویت نیست.

## جمعیت
این روستا در دهستان دشتویل قرار دارد و براساس سرشماری مرکز آمار ایران در سال ۱۳۸۵، جمعیت آن ۱۱۱ نفر (۳۳خانوار) بوده‌است.